# Boldklubben af 1921 (Nykøbing Falster)
 For alternative betydninger, se B 1921. (Se også artikler, som begynder med B 1921)
Boldklubben af 1921, Nykøbing Falster (eller B. 1921) var en dansk fodboldklub hjemmehørende i Nykøbing Falster. Klubben eksisterede som selvstændig fodboldklub  fra 1921 til 2013, hvor den fusionerede med B.1901 til den nye klub Nykøbing FC. Allerede i 1994 havde de to naboklubber dannet et fælles elitehold Nykøbing Falster Alliancen (i 2006 omdøbt til Lolland-Falster Alliancen) med de bedste hold fra begge klubber.
B.1921 var i sin levetid medlem af Lolland-Falsters Boldspil-Union. Klubbens førstehold spillede i nogle år i 3. division og ellers i Danmarksserien og lavere rækker. I en kort periode fra B.1901's nedrykning fra Danmarksserien til dannelsen af fællesholdet med denne klub i 1994 var B.1921 Nykøbings og dermed hele Lolland-Falsters bedst placerede klub i dansk fodbold.

## Historie
B.1921 blev grundlagt på et møde den 13. maj 1921 på Centralhotellet. Anledningen var angiveligt utilfredshed med forholdene i de eksisterende fodboldklubber. Efter en del turbulens i de første år med blandt andet hyppige formandsskift kom klubbens første større præstation, da den vandt Lolland-Falster-mesterskabet i 1932-33. I 1939 rykkede den første gang op i 3. division.
I de følgende årtier spillede klubben igen sporadisk i 3. division, men sjældent i længere tid, før den på ny rykkede ned. I 1960'erne og 1970'erne var fodbold meget populært på Lolland-Falster, og i Nykøbing var der et tæt konkurrenceforhold mellem byens førende klub B.1901 og rivalen B.1921, som bed 01'erne i haserne.
Den længste sammenhængende periode i den tredjebedste række var i 1986-88. I 1988 endte klubben på 14.- og sidstepladsen i 3. division vest og rykkede dermed ned i Danmarksserien. Det var sidste gang, klubben deltog i Danmarksturneringen.
I 1992 rykkede B.1921 op i Danmarksserien, og da naboklubben B.1901 samme år rykkede ned i Lolland-Falsterserien, blev B.1921 for første gang nogensinde Nykøbing Falsters (og hele Lolland-Falsters) førende fodboldklub.

### Samarbejde og fusion med B.1901
De to Nykøbingklubber B.1901 og B.1921 besluttede i august 1993 med virkning fra det følgende år at danne en fælles overbygning ved navn Nykøbing Falster Alliancen (NFA - fra 2006 omdøbt til Lolland-Falster Alliancen (LFA), der forenede de to klubbers bedste spillere. 
Begge klubber fortsatte i øvrigt en selvstændig tilværelse med deres øvrige hold, men 1. juli 2013 fusionerede de helt til klubben Nykøbing FC. Dermed ophørte B.1921 som en selvstændig klub. På dagen blev der hejst flag med det nye klublogo i den nye klubs to anlæg NFC Syd og NFC Nord.

## Kendte fodboldspillere
Michael Hansen spillede som barn i B.1921. Forinden havde han startet sin fodboldtilværelse i B.1938 i Idestrup udenfor Nykøbing, og han fortsatte senere i B.1901, hvor han fik debut på førsteholdet som 16-årig, inden han skiftede igen til større danske klubber og bl.a. blev Danmarksmester med Silkeborg.
Esben Hansen spillede i B.1921, inden han som seniorspiller fortsatte i Nykøbing Falster Alliancen og derfra skiftede til OB.
Ivan Lykke, der fik to landsholdskampe som målmand, spillede som ung i B.1921. Jonas Kamper har ligeledes været ungdomsspiller i B.1921.
Som et kuriosum kan det nævnes, at den senere kendte forfatter Knud Romer fra Nykøbing som lilleput en kort overgang spillede i B.1921 - trods faderens afsky for fodboldspil i det hele taget.

## Andre aktiviteter
I 2001 blev B.1921's lilleputhold Danmarksmestre.
B.1921 tog i 1938 også håndbold på programmet, og i 1949 udvidede den med en bordtennis-afdeling. I klubbens sidste år var den dog atter kun en fodboldklub.